# Rijksweg 27
Rijksweg A27 is een autosnelweg en rijksweg in Nederland. De A27 loopt van knooppunt Sint-Annabosch bij Breda (al bewegwijzerd vanaf knooppunt Galder) naar knooppunt Almere. Het laatste stuk, tussen Huizen en Almere, is in 1999 aangelegd.

## Beschrijving
Tussen knooppunt Sint-Annabosch en knooppunt Lunetten volgt de E311 de A27. Direct na knooppunt Lunetten loopt het tracé door een deel van het landgoed Amelisweerd, ten oosten van Utrecht. Hiertoe werd in 1982 besloten door toenmalig Minister van Verkeer en Waterstaat Henk Zeevalking, ondanks felle protesten. Het tracé is als gevolg van deze protesten wel iets verlegd, zodat meer van het landgoed behouden kon blijven. Vanaf de kruising met de A12 tot aan afrit Maarssen vormt de A27 de Ring Utrecht-Oost.
Dit deel van de A27 is een van de drukste delen. Rijkswaterstaat heeft het plan hier de komende jaren de verkeersstromen te ontvlechten, zodat de weg hier in totaal 14 rijstroken (nu 10 rijstroken) krijgt tussen knooppunt Lunetten en knooppunt Rijnsweerd. Net als in 1982 rijzen hiertegen felle protesten. Een bijzonderheid is dat op deze locatie een hectometersprong is tussen km 72,0 en km 77,1.
De A27 vormt een belangrijke noord-zuidverbinding. In de zomer maken veel vakantiegangers uit Midden-Nederland gebruik van de snelweg, om in België of Frankrijk te komen. Belangrijke knelpunten zijn de Hagesteinsebrug over de Lek en de Merwedebrug bij Gorinchem. Voor laatstgenoemd knelpunt is de Nederlandse overheid eind 2005 een studie gestart; de bedoeling is om knooppunt Gorinchem te herstructureren en een tweede brug bij Gorinchem aan te leggen.
In 2006 werd een spitsstrook tussen Gorinchem en Noordeloos aangelegd en werd het viaduct bij Noordeloos vervangen en verbreed. In een later stadium worden deze spitsstroken doorgetrokken naar knooppunt Everdingen. In de Nota Ruimtelijke Ordening is daarnaast opgenomen dat de A27 van knooppunt Hooipolder tot Hilversum in beide richtingen drie rijstroken breed wordt. De aangelegde/aan te leggen spitsstroken duiden hier reeds op. Een ander voormalig knelpunt was de Brug bij Keizersveer over de Bergsche Maas. Reeds in 1978 is deze oude, smalle brug vervangen door delen van de oude Moerdijkbrug.
In 2008 werd door Rijkswaterstaat de mogelijkheid geopperd voor verbreding van de A27 ten oosten van de stad Utrecht. Net als in de jaren tachtig leverde dit hevige protesten op. In september 2012 kondigde (demissionair) minister Schultz van Haegen nieuwe plannen voor de verbreding aan. Ook dit stuitte op protesten, bij zowel partijen in de Tweede Kamer als bij de gemeente Utrecht. Verladersorganisaties toonden zich daarentegen verheugd. Het Bestuur Regio Utrecht en de provincie Utrecht stemden in met de plannen. Onder druk van de Tweede Kamer zegde de Minister uiteindelijk toe om (nogmaals) te laten onderzoeken of verbreding wel echt nodig is. Rijkswaterstaat berekende dat de verbreding van de A27 bij het Utrechtse landgoed Amelisweerd vijf keer meer natuur kan opleveren dan de oppervlakte die verdwijnt.

### Drie nieuwe bruggen
In de A27 worden tussen 2022 en 2030 drie bruggen over de grote rivieren vervangen door nieuwe of elders gerenoveerde bruggen. Dit betreft de Hagesteinsebrug, de Merwedebrug en de Keizersveerbrug. Hiervoor wordt door het ministerie 389 miljoen euro beschikbaar gesteld. Dat bedrag komt boven op het bedrag van 860 miljoen euro dat al is gereserveerd voor de verbreding van de A27 naar 2 keer 3 rijstroken.

### Verbreding A27 Utrecht-Noord - knooppunt Eemnes
In 2017 en 2018 werd de A27 tussen aansluiting Utrecht-Noord en knooppunt Eemnes verbreed van 2x2 rijstroken naar 2x3 rijstroken. Daarnaast werd een spitsstrook aangelegd van Utrecht-Noord naar Bilthoven. Tevens werd de ovatonde in aansluiting Bilthoven vervangen door kruispunten met verkeerslichten. De aansluiting Hilversum, waarbij bij de aanleg rekening mee gehouden was dat hier rijksweg 80 naar Hoofddorp aangesloten zou worden, werd gesloopt en vervangen door een eenvoudige haarlemmermeeraansluiting. In juli 2017 werd gestart met de werkzaamheden en in de zomer van 2018 werden de eerste rijstroken in fases geopend, zodat vanaf september 2018 alle rijstroken beschikbaar waren. In april 2019 werd de spitsstrook tussen Utrecht-Noord en Bilthoven in gebruik genomen. Naast de verbreding van de A27 maakte ook de verbreding van de A1 tussen knooppunt Eemnes en Amersfoort-West onderdeel uit van dit project. De kosten van het gehele project was €220 miljoen inclusief een onderhoudscontract van 25 jaar door de aannemerscombinatie 3Angle (Heijmans, Fluor en 3i Infrastructure).

## Aantal rijstroken
| Traject                                          | Aantal rijstroken    | Maximumsnelheid                       |
| ------------------------------------------------ | -------------------- | ------------------------------------- |
| Knooppunt Sint-Annabosch - afrit Oosterhout-Zuid | 2×2                  | 130 km/h*                             |
| afrit Oosterhout-Zuid - afrit Oosterhout         | 2×2                  | 120 km/h*                             |
| afrit Oosterhout - afrit Werkendam               | 2×2                  | 130 km/h*                             |
| afrit Werkendam - Knooppunt Gorinchem            | 2×2                  | 100 km/h                              |
| Knooppunt Gorinchem                              | 1+2+2+1              | 100 km/h                              |
| Knooppunt Gorinchem - afrit Noordeloos           | 2×2 (bij drukte 2+3) | 120 km/h* (plusstrook open 100 km/h)  |
| afrit Noordeloos - afrit Lexmond                 | 2×2                  | 130 km/h*                             |
| afrit Lexmond - Knooppunt Everdingen             | 3+2                  | 130 km/h*                             |
| Knooppunt Everdingen - afrit Hagestein           | 2×4                  | 100 km/h                              |
| afrit Hagestein - afrit Houten                   | 2×2 (bij drukte 2×3) | 100 km/h (plusstrook open 80 km/h)    |
| afrit Houten - Knooppunt Lunetten                | 2×4                  | 100 km/h                              |
| Knooppunt Lunetten                               | 1+2+3+1              | 100 km/h                              |
| Knooppunt Lunetten - Knooppunt Rijnsweerd        | 4+6                  | 100 km/h                              |
| Knooppunt Rijnsweerd - afrit Utrecht-Oost        | 1+2+3+1              | 100 km/h                              |
| afrit Utrecht-Oost - afrit Utrecht-Noord         | 2×3                  | 100 km/h                              |
| afrit Utrecht-Noord - afrit Bilthoven            | 2×3 (bij drukte 3+4) | 120 km/h* (spitsstrook open 100 km/h) |
| afrit Bilthoven - Knooppunt Eemnes               | 2×3                  | 120 km/h*                             |
| Knooppunt Eemnes - Knooppunt Almere              | 2×2                  | 130 km/h*                             |
| * maximumsnelheid tussen 6-19h: 100 km/h         |                      |                                       |

## Kunstobjecten langs de A27
| Naam                                    | Kunstenaar           | Jaar | Materiaal   | t.h.v.                                    | Google street view | Info       |
| --------------------------------------- | -------------------- | ---- | ----------- | ----------------------------------------- | ------------------ | ---------- |
| Olifanten van Almere                    | Tom Claassen         | 1999 | Spuitbeton  | Knooppunt Almere                          | view[dode link]    |            |
| Landingsbaan voor Buitenaardse Culturen | Martin Riebeek       |      |             | afrit Houten                              | view               |            |
| Big Funnelman                           | Atelier Van Lieshout | 2004 | Polyester   | afrit Breda                               | view               |            |
| Visserijoorlog                          | Egon Schrama         | 2009 | Cortenstaal | (A27...) Tureluurweg, Almere-Hout, Almere | view [dode link]   | informatie |

## Fotogalerij

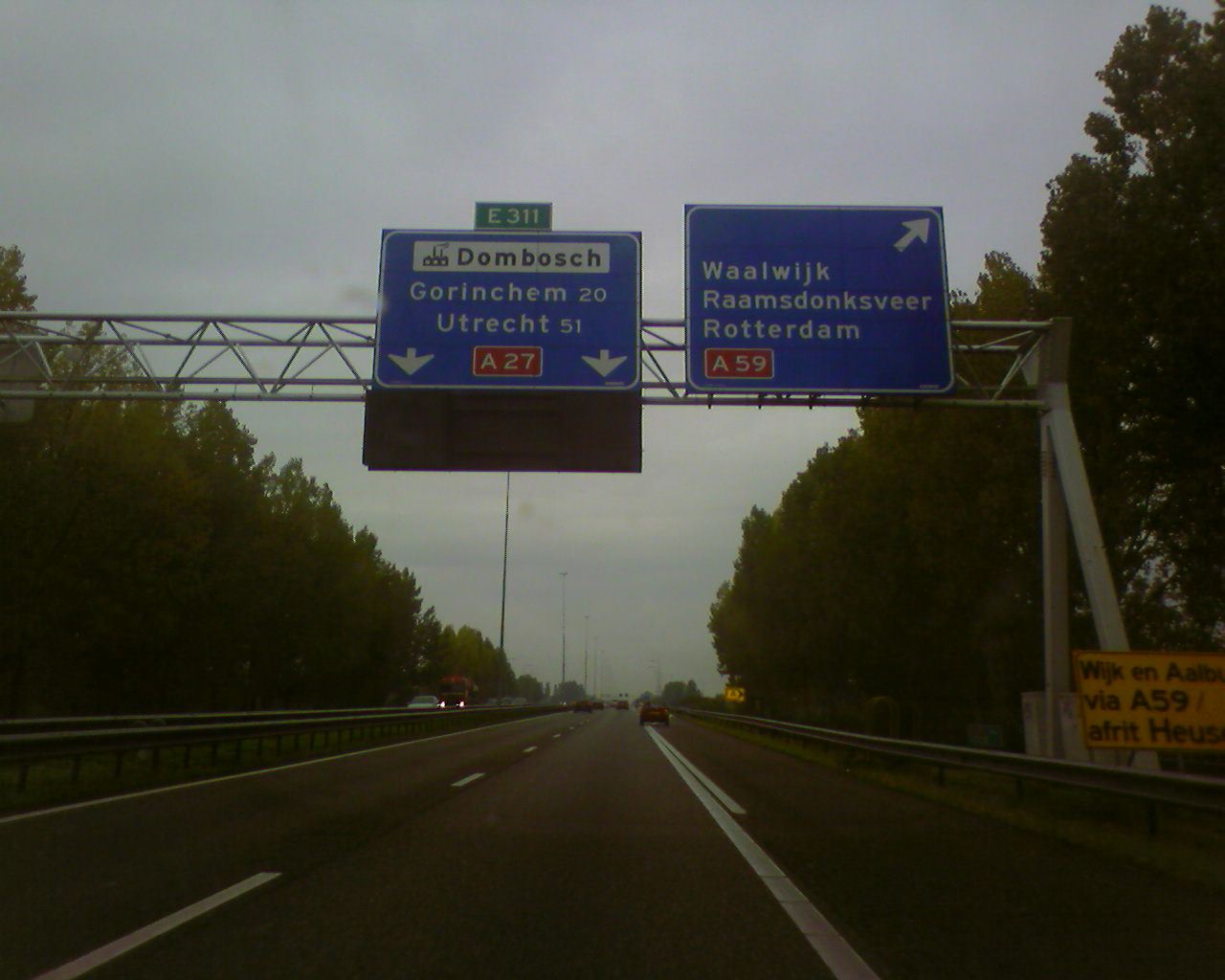
De A27 bij knooppunt Hooipolder
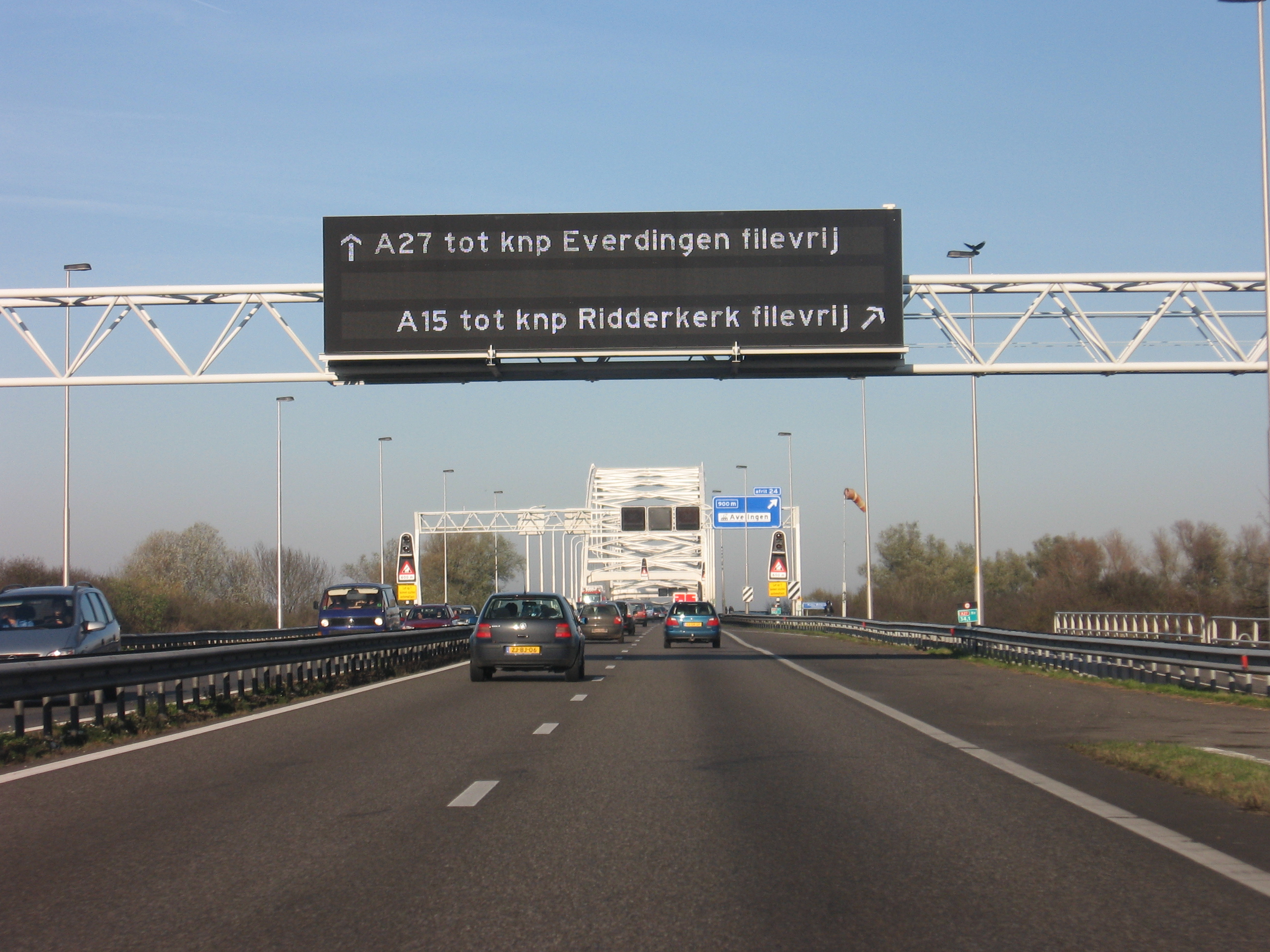
De Merwedebrug bij Gorinchem
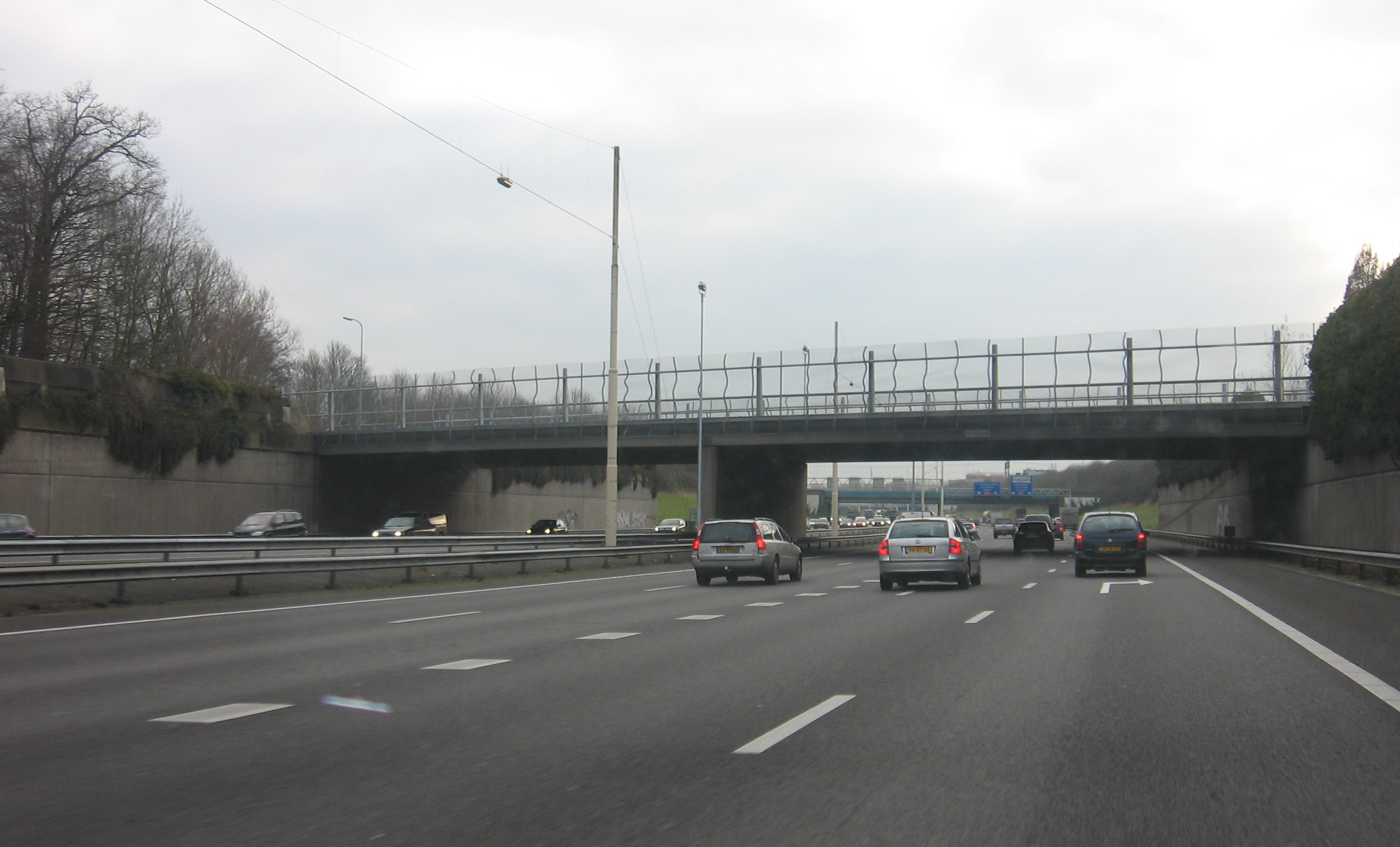
De A27 langs Amelisweerd bij Utrecht
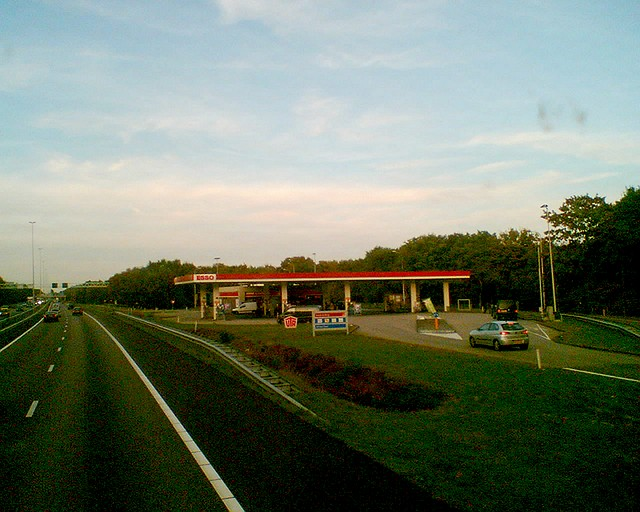
Verzorgingsplaats Kalix Berna bij Breda
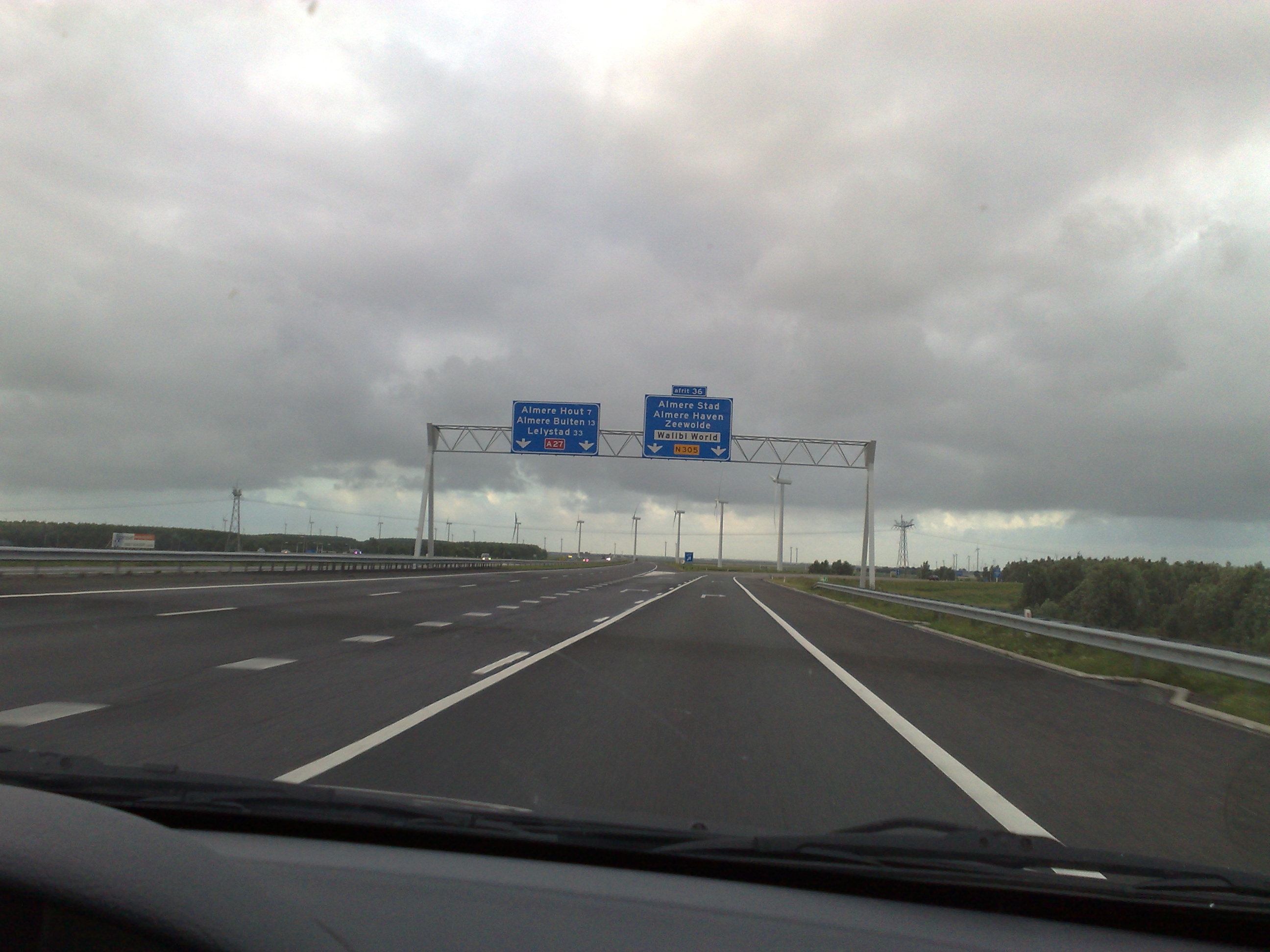
De A27 bij afrit 36
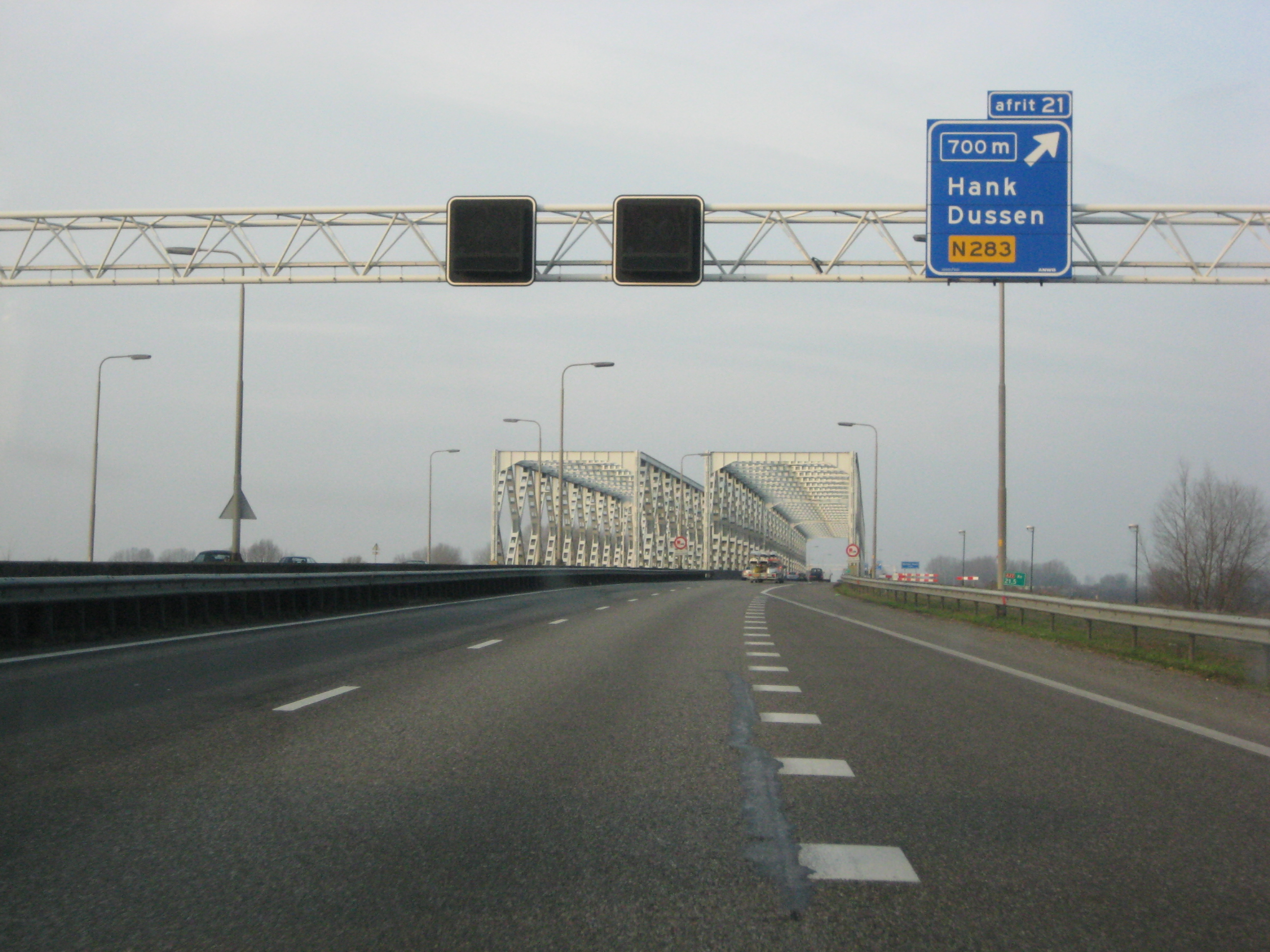
Brug bij Keizersveer